# 1963 au Nouveau-Brunswick
Chronologie du Nouveau-Brunswick
- 1959
- 1960
- 1961
- 1962
- 1963
- 1964
- 1965
- 1966
- 1967

Cette page concerne des événements d'actualité qui se sont produits durant l'année 1963 dans la province canadienne du Nouveau-Brunswick.

## Événements
- Création du Ministère des Pêches du Nouveau-Brunswick.
- Création du Festival acadien de Caraquet.
- Création du Parc provincial de Val-Comeau.
- 3 avril : lors des élections fédérales, les libéraux remportent six sièges dans la province contre quatre pour les conservateurs.
- 22 avril : 45e élection générale néo-brunswickoise.
- 19 juin : fondation de l'Université de Moncton.

## Naissances
- 23 février : Martin Pître, écrivain et journaliste.
- 7 mars : Michael Eagles, joueur de hockey sur glace.
- 26 mars : Roch Voisine, chanteur et acteur.
- 19 septembre : Roger Duguay, premier chef francophone du Nouveau Parti démocratique du Nouveau-Brunswick.

## Décès
- Joseph André Doucet, ministre et député.
- 7 janvier : Burton Maxwell Hill, ministre et député.
- 24 février : Arthur Deinstadt Ganong, député.
- 5 juin : Gage Montgomery, député.
- 25 septembre : Clarence Emerson, sénateur.
- 27 septembre : Edmund William George, député.